# Iglesia de San Lorenzo (Villafruela)
La iglesia de San Lorenzo de Villafruela es un templo de culto cristiano de estilo gótico emplazado en la Calle San Lorenzo de Villafruela, provincia de Burgos, España. La fiesta en honor al patrón de la iglesia se celebra el 10 de agosto.

## Historia
En los años 1242 y 1243 se establece como fecha en la que pudo haberse construido la primera iglesia de estilo románico, de la que quedan restos en la sacristía y el Baptisterio.[cita requerida]
La reconstrucción de la Iglesia de San Lorenzo al actual estilo gótico se comenzó a fines del siglo XV o principios del siglo XVI y se terminó en el año 1520.[cita requerida]

## Descripción

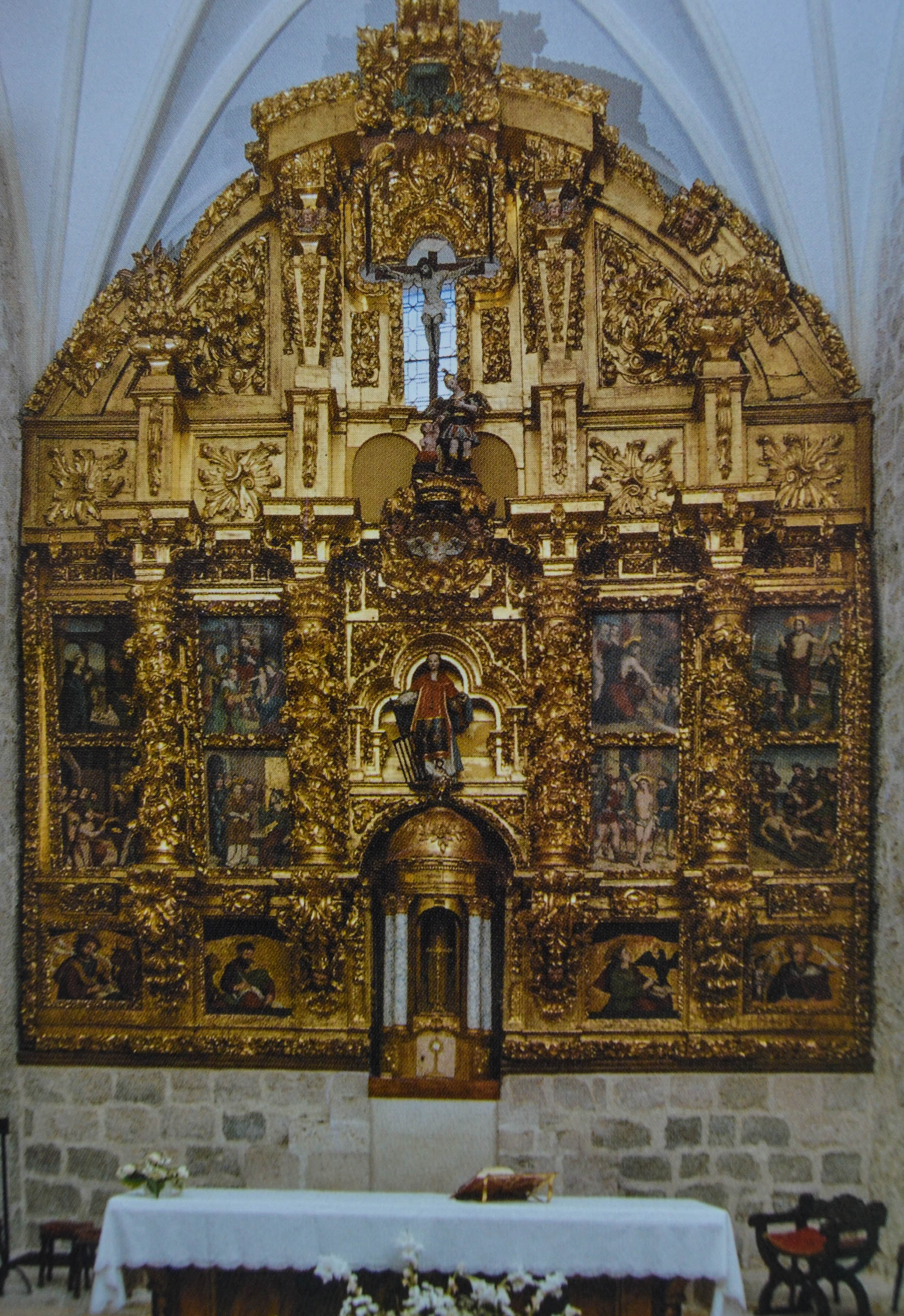
Cabecera interior de la iglesia

### Portada
Es gótico-isabelina (se observan unas granadas, que evocan la reconquista de esa ciudad andaluza por los Reyes Católicos). Un arco conopial enmarca una estatua de San Lorenzo, titular de la parroquia, con su signo identificador: la parrilla con la que fue martirizado. En las enjutas se aprecian dos escudos del obispo de entonces, Pascual de Ampudia. La portada está cortada por un arco triunfal, posterior, con liastras adosadas y donde un reloj de sol doma el tiempo. En el interior se admira una iglesia de nobles porciones, sin unidad de estilo. Se aprecian las dos fases constructivas. La gótica, con sus capiteles decorados con bolas y la renacentista, con capiteles clásicos, sobre todo corintos. También hay que destacar las bellas bóvedas laterales de la parte gótica: flores, estrellas y casi todas con el anagrama de Cristo en su centro: JHS.

### Retablo Mayor
El retablo mayor está dedicado a San Lorenzo, se construyó hacia 1710 y se atribuye al maestro ensamblador Marcos López. Fue restaurado en 2007 por la Fundación del Patrimonio de Castilla y León. Es de tipo barroco-churrigueresco de comienzos del XVIII, alojando unas pinturas del siglo XVI de autor desconocido pero que se adscribe a la primitiva pintura castellana, que se encontraría, creen, en un retablo plateresco que desapareció. Son 12, en la primera fila aparecen representados los cuatro evangelistas con los respectivos iconos que les identifican (El ángel: Mateo, El león: Marcos, El buey: Lucas, El águila: Juan), cuatro escenas de la vida de mártir San Lorenzo al cual se le dedica el templo y cuatro de la vida de Jesucristo. Hay otra pintura fuera del retablo, en la pared, Cristo varón de dolores entre ángeles, del mismo estilo. Son pinturas que se mantienen en los patrones góticos pero que tímidamente se van asomando a un renacimiento manierista: perspectiva, ropajes, paisajes de fondo, etc. Este retablo tiene un añadido de tipo rococó, una especie de suplemento, cuando se quiso elevar después de unas obras en el presbiterio. A los laterales encontramos otros dos retablos gemelos, de ese estilo y de mediados del XVIII. Se puede observar la diferencia de las columnas: de salomónicas en el churrigueresco, pasamos a columnas clásicas con fuste estriado. Se han colocado ahí diversas tallas de santos que provienen, seguramente, de las ermitas que llegó a tener el pueblo (hasta seis) de las cuales solo se conserva una.

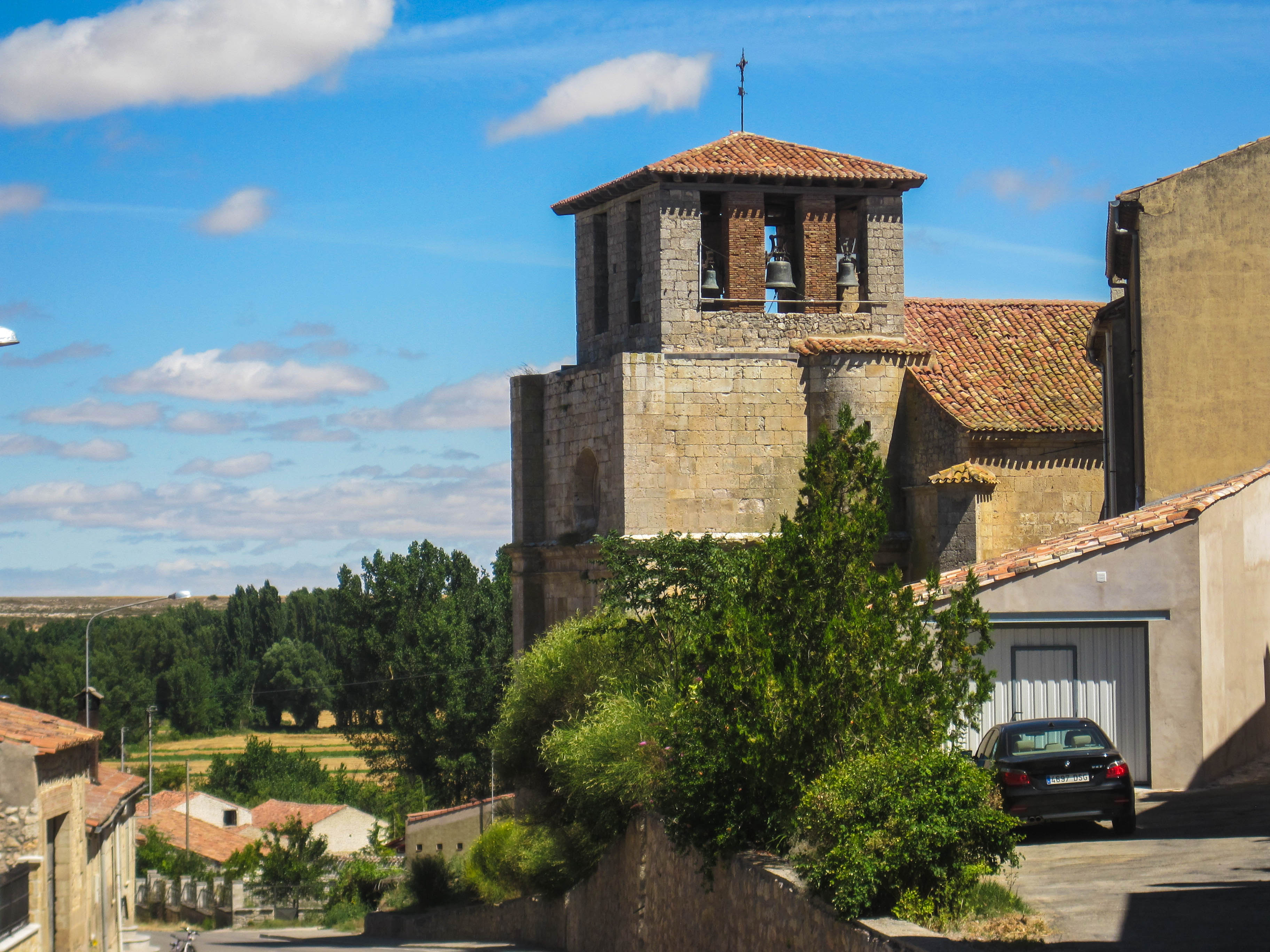
Iglesia de Villafruela - Vista de la Torre Campanario

Destacar un pequeño retablo situado en uno de los laterales del templo de finales del XVIII o comienzos del XIX dedicado a San Antonio de Padua, cuya fiesta también se celebra en el pueblo el 13 de junio.

### Torre del Campanario
Construida en el año 1755 presentaba un aspecto de espadaña pero se vio afectada por el terremoto de Lisboa, que redujo a escombros la mayor parte. De su reconstrucción nació la torre actual que aparece inacabada, en su reconstrucción pudieron haberse utilizado restos de las viejas y arruinadas ermitas de la villa[cita requerida]. En el siglo XVIII se derribó la Capilla Mayor y se hizo la actual[cita requerida].
En la parte exterior trasera de la iglesia se encontraba el antiguo cementerio, asentado en un pequeño montículo, y bajo el cual se construyeron bodegas. Debido a la filtración del agua el terreno no era muy estable y en 1997 se produjo un desprendimiento de tierra que sacó al descubierto restos humanos dejando el cementerio inutilizado.